# Municipio de Madison (condado de Mercer)
El municipio de Madison (en inglés: Madison Township) es un municipio ubicado en el condado de Mercer en el estado estadounidense de Misuri. En el año 2010 tenía una población de 232 habitantes y una densidad poblacional de 2,16 personas por km².

## Geografía
El municipio de Madison se encuentra ubicado en las coordenadas 40°18′48″N 93°43′27″O / 40.31333, -93.72417. Según la Oficina del Censo de los Estados Unidos, el municipio tiene una superficie total de 107.19 km², de la cual 107,17 km² corresponden a tierra firme y (0,02 %) 0,03 km² es agua.

## Demografía
Según el censo de 2010, había 232 personas residiendo en el municipio de Madison. La densidad de población era de 2,16 hab./km². De los 232 habitantes, el municipio de Madison estaba compuesto por el 98,28 % blancos, el 0,43 % eran amerindios, el 0,43 % eran isleños del Pacífico y el 0,86 % eran de una mezcla de razas. Del total de la población el 1,29 % eran hispanos o latinos de cualquier raza.